# San Dorligo della Valle
San Dorligo della Valle (friuliul és szlovénül: Dolina) település Olaszországban, Trieszt megyében. Lakosainak száma 5688 fő (2023. január 1.). San Dorligo della Valle Muggia, Trieszt, Koper, Hrpelje-Kozina és Sežana községekkel határos. A település lakosságának mintegy kétharmada szlovén nemzetiségű.

## Népesség
A település népessége az elmúlt években az alábbi módon változott:
| Lakosok száma | 5999 | 5754 | 5688 |
|               | 2008 | 2018 | 2023 |